# Cerknica
Cerknica – miasto w Słowenii, siedziba gminy Cerknica. W 2018 roku liczyło 4061 mieszkańców. Stanowi ośrodek przemysłu chemicznego i maszynowego.